# アンティグア・バーブーダの政治
アンティグア・バーブーダの政治（英語: Politics of Antigua and Barbuda）は、1971年のアンティグア・バーブーダ独立時に制定された憲法に基づいて行われる。三権分立に基づく立憲君主制を採用している。法体系はコモン・ローである。

## 元首
イギリス連邦に所属し、イギリス国王を国家元首たるアンティグア・バーブーダ国王と規定している。現在のアンティグア・バーブーダ国王（国家元首）は、チャールズ3世。
なお、2022年9月11日にガストン・ブラウン首相は、前国王・エリザベス2世の崩御を受けて、2023年の選挙で再選された場合に共和制へ移行するかを問う国民投票を実施する方針である、と述べている。

### 総督
国王は、元首の代理人として、アンティグア・バーブーダ国民の中から総督を任命する。任期の定めはないが、国王に解任権が留保されている。総督は三権を総攬する大権を預かるが、自らの裁量での大権行使が許される局面は限られている。

## 立法
国の立法機関として、アンティグア・バーブーダ議会がある。議会は二院制で、国民の直接選挙で議員を選出する下院と、任命制の上院がある。

### 下院
下院の定数は17名、任期が5年である。小選挙区制を採用している。下院多数党の党首が首相に任命される。

### 上院
上院の定数は17名、任期が5年である。推薦名簿に基づいて総督が任命する。
- 首相による推薦 - 10名。
- 野党第一党党首による推薦 - 4名。
- バーブーダ評議会による推薦 - 1名。
- バーブーダ住民枠 - 1名（首相が推薦）。
- 総督の推薦 - 1名。

## 行政
国の行政機関は内閣で、下院多数党の党首を総督が内閣の代表である首相に任命する。閣僚は首相の助言の通りに総督が任命する。

## 司法
東カリブ諸国機構（OECS）加盟国が共同で設置している東カリブ最高裁判所が所管する。

## 政党
- アンティグア労働党（ALP）

1981年の独立以前から政権を担っていたが、相次ぐ政治腐敗の発覚により国民の支持を失い、2004年下院選で敗北し下野。その後、2014年の下院選で政権回復。
- 統一進歩党（英語版）（UPP）

1993年、ALPの一党優位体制に対抗するために野党3党が結成。2004年、2009年下院選挙では勝利したが2014年の下院選では敗北。
- バーブーダ人民運動（英語版）

バーブーダ島住民の権利を主張する政党。